# 에르그
에르그(erg)는 CGS 단위계에서 쓰이는 에너지와 일의 단위로서, "erg"라고 쓴다. 이 단위의 명칭은 일을 뜻하는 그리스어 ergon에서 유래했다.
1 에르그는 1 센티미터 길이에 1 다인의 힘이 해낸 일의 양이다. CGS 단위계에서, 이는 제곱초당 1그램 제곱센티미터 (g·cm2/s2)과 같다. 그래서 에르그는 SI 단위계의 1 × 10−7 줄 또는 100 나노줄, 0.1 마이크로줄과 같다.
1 erg = 10−7 J
1 J = 107 erg
1 erg = 624.15 GeV = 6.2415 ×1011 eV
1 erg = 1 dyn cm.